# Brahms (cráter)
Brahms es un cráter de impacto de 100 km de diámetro del planeta Mercurio. Debe su nombre al compositor y pianista alemán Johannes Brahms (1833-1897), y su nombre fue aprobado por la  Unión Astronómica Internacional en 1979.
Hay una montaña aislada de 3000 m de altura y 20 km de diámetro en el centro del cráter.